# Annapolis, Maryland
Annapolis este capitala statului Maryland, Statele Unite ale Americii, precum și sediul comitatului Anne Arundel. Conform unei estimări făcute de United States Census Bureau în iulie 2008 , populația orașului era de 36.524 de locuitori.

## Istoric, descriere
Orașul, care are deschidere la Oceanul Atlantic, se găsește de-a lungul golfului numit Chesapeake Bay la gura de vărsare a râului numit Severn River, la circa 41 de kilometri sud de Baltimore și, respectiv la circa 46 de km est față de Washington D.C..
Annapolis este parte a zonei metropolitane Baltimore-Washington (abraviată uneori la BosWash). Orașul a fost capitală temporară a Statelor Unite în perioada 1783 – 1784 și a găzduit conferința de pace Annapolis Peace Conference, care s-a desfășurat în noiembrie 2007, la sediul Academiei navale a Statelor Unite.  Un cunoscut colegiu pe plan național, Saint John's College își are de asemenea sediul în Annapolis.

## Personalități născute aici
- Barbara Kingsolver (n. 1955), scriitoare.